# 1902 v hudbě
Na této stránce naleznete seznam událostí souvisejících s hudbou, které proběhly roku 1902.

## Události
- vznikla Kladenská filharmonie, zakladatel a dirigent Hynek Kubát
- 5. dubna - Klavírista Ricardo Vines zahrál premiéru Jeux d'eau  (Vodotrysky) Maurice Ravela v Paříži.[1]

## Opery
- 18. února - V Monte Carlo proběhla premiéra opery Jules Masseneta Le Jongleur de Notre-Dame (Žonglér z Notre Dame).[2]
- 09. dubna - Měla v Berlíně premiéru jednoaktová opera Ethela Smythe Der Wald (Les). [2]
- 12. dubna - Manuel de Falla a Amadeo Vives společně napsali zarzuelu Los amores de la Ines (Inésiny lásky), která měla premiéru v Madridu. [2]
- 30. dubna - Premiéra opery Claude Debussyho Pelleas a Melisanda v Théâtre national de l'Opéra-Comique v Paříži.[2]
- 14. října - Premiéra opery Nikolaje Rimského-Korsakova Servilia v  Petrohradě.[3]
- 26. listopadu - Opera Francesco Cilea Adriana Lecouvreur v Miláně.[3]
- 28. listopadu - Premiéra první opery Carla Nielsena Saul og David (Saul a David) v Kodani.[3]
- 16. prosince - Opera Mikhaila Ippolitova-Ivanova Potěmkinovy prázdniny v Petrohradě.[3]
- 25. prosince - Premiéra opery Nikolaje Rimského-Korsakova Kostěj Nesmrtelný v Moskvě.[3]

## Narození
- 10. února – Josef Bartoš, český hudební pedagog, skladatel a sbormistr († 14. srpna 1966)
- 20. února – Luděk Pacák, český spisovatel a hudební skladatel († 19. března 1976)
- 23. února – Josef Holub, český houslista a hudební skladatel († 11. května 1973)
- 11. března – Zdeněk Otava, český operní pěvec († 4. prosince 1980)
- 21. března
  - Karel Vacek, český hudební skladatel († 18. srpna 1982)
  - Son House, americký zpěvák a kytarista († 19. října 1988)
- 28. března – Jaromír Vejvoda, český hudební skladatel († 13. listopadu 1988)
- 09. dubna – František Suchý Brněnský, český hobojista a hudební skladatel († 12. července 1977)
- 24. dubna – Rube Bloom, americký hudební skladatel († 30. března 1976)
- 09. června – Skip James, americký zpěvák a kytarista († 3. října 1969)
- 19. července – Buster Bailey, americký klarinetista († 12. dubna 1967)
- 21. července – Omer Simeon, americký klarinetista († 17. září 1959)
- 18. srpna – Julius Kalaš, český hudební skladatel a klavírista († 12. května 1967)
- 25. října – Eddie Lang, americký kytarista († 26. března 1933)

## Úmrtí
- 11. ledna – James James, skladatel hymny Walesu „Hen Wlad fy Nhadau“ (* 1833)
- 17. června – Karl Piutti, německý hudební skladatel a varhaník (* 30. dubna 1846)
- 22. srpna – Tereza Stolzová, česká operní pěvkyně (* 2. června 1834)